# Dysdera nicaeensis
Dysdera nicaeensis är en spindelart som beskrevs av Tord Tamerlan Teodor Thorell 1873. Dysdera nicaeensis ingår i släktet Dysdera och familjen ringögonspindlar. Inga underarter finns listade i Catalogue of Life.